# 5 000 mètres masculin aux Jeux olympiques d'été de 1984
Navigation
Moscou 1980 Séoul 1988
L'épreuve du 5 000 mètres masculin aux Jeux olympiques de 1984 s'est déroulée du 8 au 11 août 1984 au Memorial Coliseum de Los Angeles, aux États-Unis.  Elle est remportée par le Marocain Saïd Aouita.

## Résultats

### Finale
| Rang               | Athlète           | Pays             | Performance         |
| ------------------ | ----------------- | ---------------- | ------------------- |
| Médaille d'or      | Saïd Aouita       | Maroc            | 13 min 05 s 59 (OR) |
| Médaille d'argent  | Markus Ryffel     | Suisse           | 13 min 07 s 54      |
| Médaille de bronze | António Leitão    | Portugal         | 13 min 09 s 20      |
| 4                  | Tim Hutchings     | Royaume-Uni      | 13 min 11 s 50      |
| 5                  | Paul Kipkoech     | Kenya            | 13 min 14 s 40      |
| 6                  | Charles Cheruiyot | Kenya            | 13 min 18 s 41      |
| 7                  | Doug Padilla      | États-Unis       | 13 min 23 s 56      |
| 8                  | John Walker       | Nouvelle-Zélande | 13 min 24 s 46      |
| 9                  | Ezequiel Canário  | Portugal         | 13 min 26 s 50      |
| 10                 | Wilson Waigwa     | Kenya            | 13 min 27 s 34      |
| 11                 | Ray Flynn         | Irlande          | 13 min 34 s 50      |
| 12                 | Mats Erixon       | Suède            | 13 min 41 s 64      |
| 13                 | Eamonn Martin     | Royaume-Uni      | 13 min 53 s 34      |
| 14                 | David Moorcroft   | Royaume-Uni      | 14 min 16 s 61      |

## Légende
Records et Performances
- AR : Record continental (area record)
- CR : Record des championnats (championship record)
- MR : Record du meeting (meet record)
- NR : Record national (national record)
- OR : Record olympique (olympic record)
- PR : Record paralympique (paralympic record)
- PB : Record personnel (personal best)
- SB : Meilleure performance personnelle de la saison (season's best)
- WL : Meilleure performance mondiale de l'année (world leader)
- WJR : Record du monde junior (world junior record)
- WR : Record du monde (world record)

Circonstances et Conditions
- DNF : N'a pas terminé (did not finish)
- DNS : N'a pas pris le départ (did not start)
- DQ : Disqualification (disqualification)
- NM : Aucun essai valable enregistré (No Mark)
- Q : Qualifié « directement » au prochain tour (ou à la prochaine compétition), lors d'une compétition majeure, grâce au classement ou à la réalisation des minima (automatic qualifier)
- q : Qualifié au prochain tour (ou à la prochaine compétition), lors d'une compétition majeure, grâce au repêchage ou à la réalisation de l'une des meilleures performances parmi celles des « non qualifiés directement » (grâce au meilleur temps ou à la meilleure distance par exemple) (secondary qualifier)